# Alyssum troodi
Alyssum troodi är en korsblommig växtart som beskrevs av Pierre Edmond Boissier. Alyssum troodi ingår i släktet stenörter, och familjen korsblommiga växter. Inga underarter finns listade i Catalogue of Life.